# Cozla (okręg Caraș-Severin)
Cozla – wieś w Rumunii, w okręgu Caraș-Severin, w gminie Berzasca. W 2011 roku liczyła 86 mieszkańców. 